# Château de Miromesnil
Le château de Miromesnil  est une demeure de la fin du XVIe siècle qui se dresse sur le territoire de la commune française de Tourville-sur-Arques, dans le département de la Seine-Maritime, en région Normandie.
Le château, propriété privée, est inscrit au titre des monuments historiques.

## Localisation
Le château est situé sur la commune de Tourville-sur-Arques, dans le département français de la Seine-Maritime.

## Historique
Le château fort, propriété de la famille Dyel, est détruit en 1589 lors de la bataille d'Arques.
L'actuel château est construit entre 1590 et 1600 environ par Jacques Ier Dyel, mort en 1628 et achevé par son neveu, Jacques II Dyel des Hameaux, comte d'Auffay, premier président à la cour des aides de Normandie, puis conseiller d'État et ambassadeur à Venise en 1645, à qui l'on doit la partie centrale et l'ordonnance majestueuse de la façade nord. Elle est flanquée de deux clochetons, prolongé d'un rez-de-chaussée aux extrémités, dans le style Henri IV. Les façades sont modifiées en 1640, dans le style Louis XIII. En 1689, le roi érige la terre de Miromesnil en marquisat en faveur de Thomas Hue de La Roque.
Le propriétaire dans la seconde moitié du XVIIIe siècle est Armand Thomas Hue de Miromesnil (1723-1796), troisième marquis de Miromesnil, premier président au Parlement de Rouen, puis garde des sceaux de France sous Louis XVI. Il y meurt en 1796. Sa bonté envers la population locale permet à la famille et au château de passer la Révolution sans encombre. Sa fille aînée, mariée à un avocat de Rouen, hérite du château.
Les étages aux extrémités sont ajoutés au XIXe siècle.
Le château est successivement loué et vendu. Il est le lieu de naissance de Guy de Maupassant qui y naquit le 5 août 1850. Sa famille, qui loue les lieux à la baronne de Marescot, propriétaire des lieux, y réside jusqu'en 1853.
En 1895, le château est racheté par André Le Breton, frère de Gaston Le Breton.
Il est racheté en 1938 par des neveux d'Eugène-Melchior de Vogüé. Le château est classé en 1942. En 1945, un incendie détruit la toiture. En 1998, il est la possession de la comtesse Bertrand de Vogüé. Le château est repris en 2004 par Jean-Christophe et Nathalie Romatet, petits-enfants de Bertrand de Vogüé.

## Description

### Le château

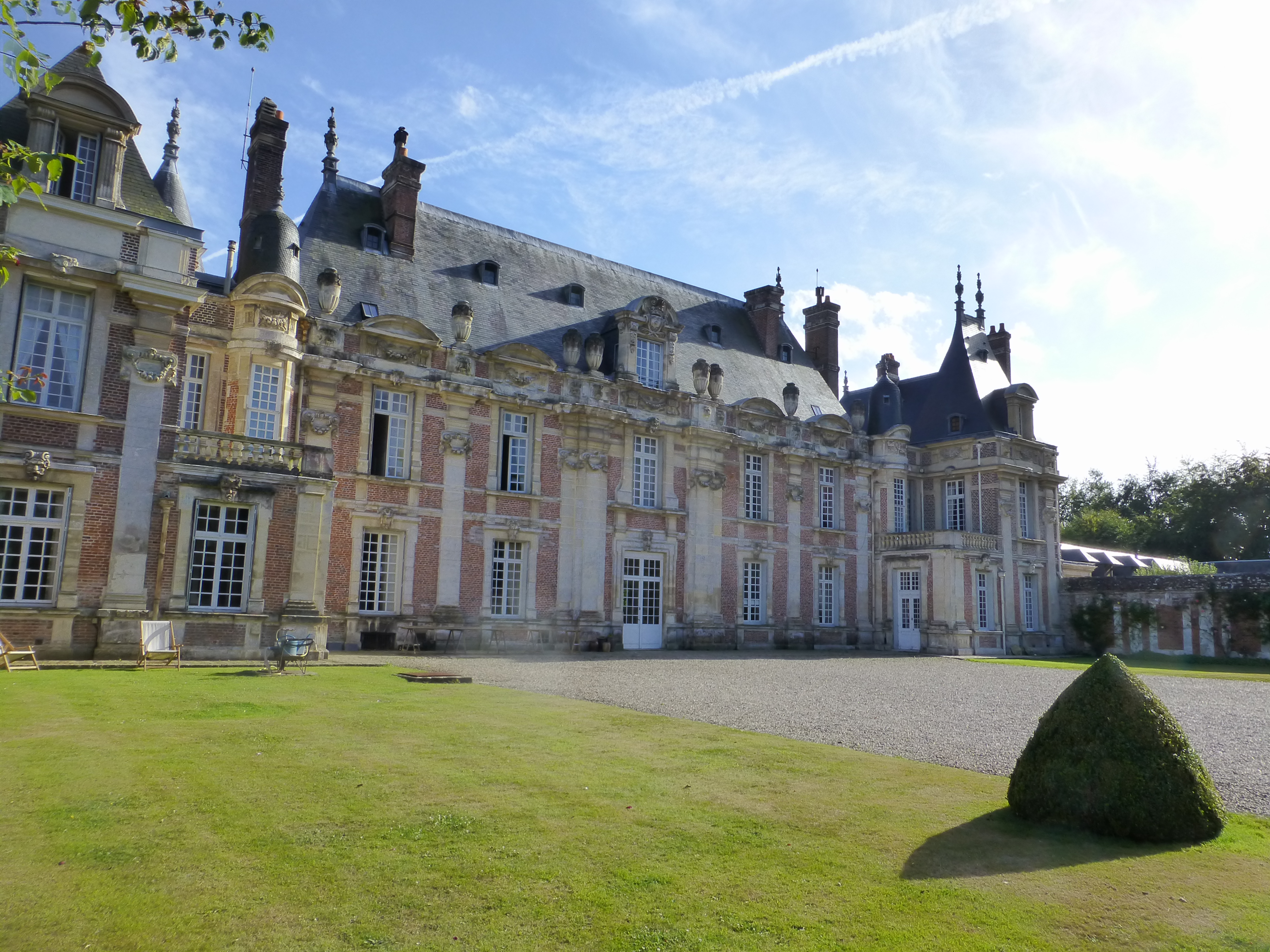
Vue de la façade sud du château.

L'accès au château se fait par un pont de pierre qui surplombe les douves sèches.
Le château se compose d'un corps central de deux niveaux, flanqué de deux tourelles sur la face arrière. Il est prolongé sur les extrémités par un rez-de-chaussée puis deux pavillons à deux niveaux. La façade sud est dans le style Henri IV tandis que la façade nord suit le style Louis XIII.
Le dessus de la fenêtre centrale du second étage accueille les armes des Hue de Mirosmesnil : trois hures de sangliers surmontées d'une couronne de marquis.

### Les jardins
Les jardins, clos de murs de briques, sont dominés par un cèdre du Liban bicentenaire. Ils sont entourés d'une futaie de hêtres, caractéristique du pays de Caux. Fidèle au plan du XVIIIe siècle, la hêtraie est classée au titre des sites naturels et se compose d'environ 3 000 hêtres.
Les jardins ont reçu le label « jardin remarquable ».

### Le potager

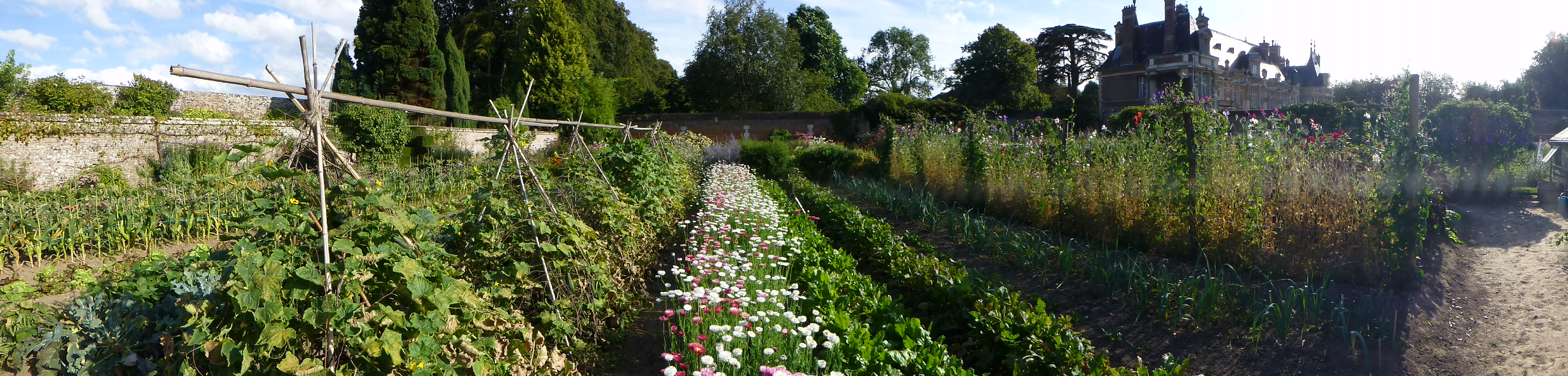
Vue à 180° du jardin potager du château.

Le potager du XIIIe siècle est repensé en 1945.

### La chapelle

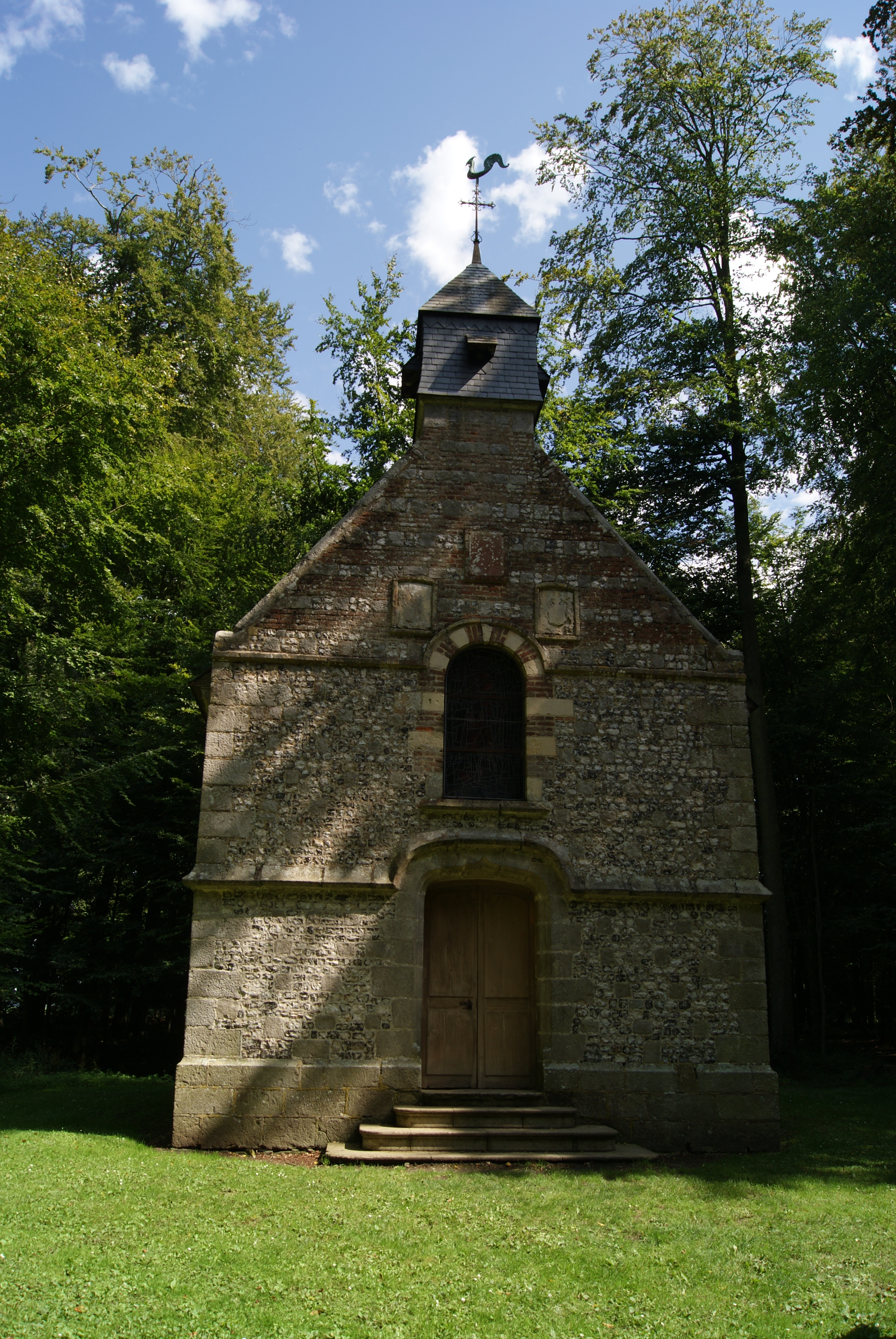
La chapelle.

À l'origine chapelle votive dédiée à saint Antoine l'Ermite, elle est construite fin XVe début XVIe siècle, en grès et silex. Elle abrite des statues polychromes et des vitraux du XVIe siècle. Elle a été desservie par les moines de l’abbaye de Fécamp jusqu’à la Révolution.

## Protection
Le château est inscrit au titre des monuments historiques par arrêté du 6 février 1945.
La chapelle du château, située sur le territoire de la commune de Saint-Aubin-sur-Scie, est classée au titre des monuments historiques par arrêté du 9 juillet 1957. Le parc est recensé à l'Inventaire général du patrimoine culturel.

## Pour approfondir